# Giorgio Vismara
Giorgio Antonello Vismara (ur. 11 sierpnia 1965) – włoski judoka. Olimpijczyk z Barcelony 1992, gdzie zajął trzynaste miejsce w wadze średniej.
Brązowy medalista mistrzostw świata w 1991; siódmy w 1985. Uczestnik zawodów w 1987, 1989, 1993 i 1995. Startował w Pucharze Świata w latach 1989–1993, 1995, 1996, 1998, 2000. Wicemistrz Europy w 1991 i trzeci w 1989 i 1992. Brązowy medalista igrzysk śródziemnomorskich w 1987. Mistrz igrzysk wojskowych w 1995, a także MŚ wojskowych w 1992 i drugi w 1986 roku.
Mąż judoczki Jenny Gal, brązowej medalistki z Atlanty 1996 i szwagier Jessiki Gal, trzykrotnej olimpijki.

## Letnie Igrzyska Olimpijskie 1992
| Konkurencja | Eliminacje                 | Eliminacje              | Repasaże            | Klas. końcowa |
| Konkurencja | Przeciwnik I               | Przeciwnik II           | Przeciwnik I        | Miejsce       |
| ----------- | -------------------------- | ----------------------- | ------------------- | ------------- |
| 86 kg       | Aporosa Boginisoko (FIJ) Z | Axel Lobenstein (GER) P | León Villar (ESP) P | 13.           |